# オーガスト・ベルモント2世

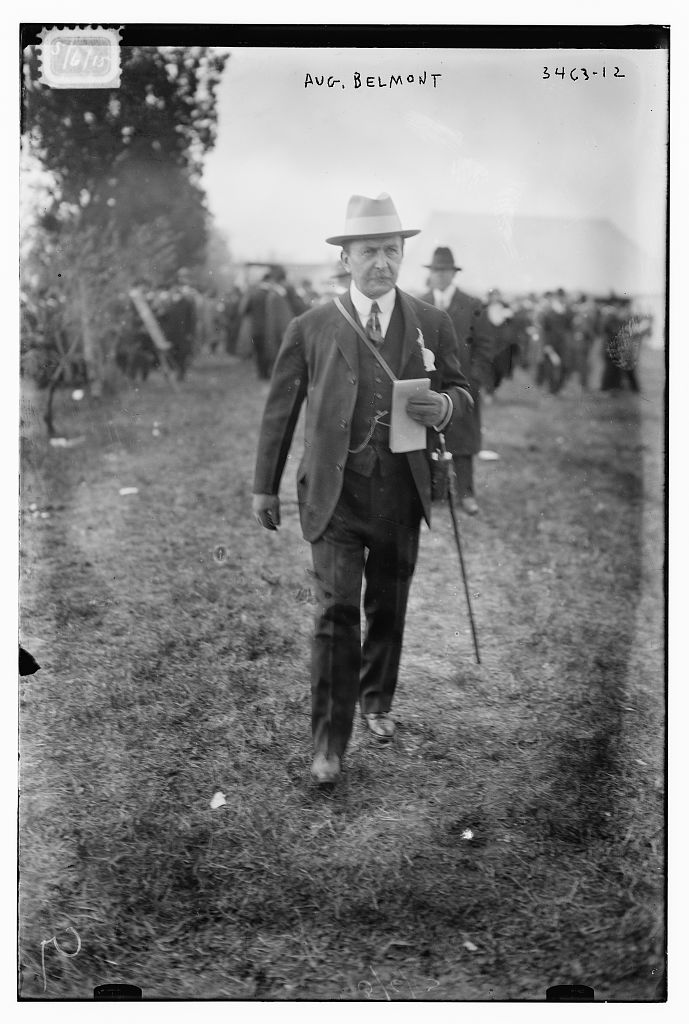
オーガスト・ベルモント2世（1915年5月6日）

オーガスト・ベルモント2世（August Belmont Jr.、1853年2月18日 - 1924年12月10日）は、アメリカ合衆国の金融業者、競走馬のオーナーブリーダー。 黎明期のニューヨーク市地下鉄（1900年 - 1904年）の建設に資金を供給し、その運営会社であるインターボロー・ラピッド・トランジット（IRT）を長年保有していた。
それ以外にもルイビル・アンド・ナッシュビル鉄道の理事長を務め、また同鉄道の親会社であるサザン・パシフィック鉄道、およびナショナルパーク銀行の取締役も務めた。また、1914年にマサチューセッツ州に作られたケープコッド運河の建設にも資金を提供している。 
サラブレッド競走馬のオーナーブリーダーとしても著名で、ベルモントパーク競馬場の創設者でもある。  

## 生涯

### 青年期
1853年2月18日に、父オーガスト・ベルモント1世、母キャロライン・スライデル・ペリーの子としてニューヨーク市マンハッタンで誕生した。母方の祖父にはアメリカ海軍代将のマシュー・ペリーがいる。 
ベルモント2世はセントマークス学校を卒業後、1875年にハーバード大学 に進学し、これを卒業している。卒業後に実家である金融会社オーガスト・ベルモント・アンド・コーポレーションに入社。1890年に父が没すると、代わってベルモント2世が社長に就任し、またルイビル・アンド・ナッシュビル鉄道の理事長も同じく引き継いだ。
1893年にベルモントはニューヨークアスレチッククラブの会長に、また1888年にはアメリカンケネルクラブの4代目の会長に就任している。 

### 事業
ベルモント2世は1902年にインターボロー・ラピッド・トランジット（IRT）を設立し、最初期のニューヨーク市地下鉄路線の建設と運営を支援した。ベルモント2世は同社の社長を務め、また1907年には同社の会長を務めた。ベルモント2世は「Mineola（ミネオラ）」と名付けられた、世界でも唯一の自家用の地下鉄専用車を所有しており、その車は現在コネチカット州イーストヘイヴンにあるショアライントロリー博物館に保存されている。 
マサチューセッツ州のコッド岬の地峡を開削するケープコッド運河の計画にも参画し、ベルモント2世は会社を設立してその指揮を執った。 1914年7月29日にケープコッド運河は開通したが、直後から難題に直面した。運河の通航料はスクーナー1隻当たり16ドルと当時としてはかなりの額で、また幅140フィート (43 m)・水深25フィート (7.6 m) という狭さは航行を困難にし、さらに潮流も危険だったため、ほとんどの船は岬を周回するルートを使い続けた。このケープコッド運河は意義を失い、また通行料収入も期待に及ばなかった。のちの1928年3月30日にアメリカ政府によって買い上げられた。

### 軍務
1917年にアメリカが第一次世界大戦への参戦を決めると、当時64歳のベルモント2世も従軍志願した。陸軍少佐としてフランスに送り込まれ、1917年11月9日にフランスでの陸軍航空サービスの任務を受けている。 
ベルモント2世はアメリカ外征軍 （AEF）の補給部に配属され、AEFのための補給品を調達するためにスペイン政府と交渉を行った。 フランスに戻った1918年2月16日から10月23日まで別働隊を務め、12月21日にアメリカに帰国、1919年1月6日に陸軍から退役した。ベルモント2世はこの大戦中の従軍者のなかでも最も高齢な将校の一人であった。 
戦争中、彼の息子のひとりモーガン・ベルモントはイタリアのフォッジャにある航空指導センターで中尉として配属されていた。また別の息子レイモンド・ベルモントは、フランスの第78師団で歩兵将校を務め、サン=ミヒエルとムーズ=アルゴンヌの攻撃に参加していた。ベルモントの妻エレノアは、赤十字やベルギーへの支援活動のために資金集めに奔走し、また合衆国陸軍収容所の検査官として何度も大西洋を渡っている。 

### 家族
1881年、ベルモント2世は幼馴染であったエリザベス・ハミルトン・モーガン（1862年 - 1898年）と結婚した。ベルモントはエリザベスとの間にオーガスト・ベルモント3世（1882-1919）、レイモンド・ベルモント2世（1888-1934）、モーガン・ベルモント（1892-1953）の3人を儲けた。エリザベスは1898年にフランスのパリを訪問中に36歳で没している。それから12年後の1910年2月26日、ベルモント2世は女優エレノア・ロブソンと結婚した。 

### 晩年
晩年、ベルモント2世はニューヨーク州ノースバビロンの地で過ごし、1924年12月10日にマンハッタンの550パークアベニューというマンションで亡くなった。遺骸はロードアイランド州ニューポートのアイランド墓地にあるベルモント家の墓地に葬られた。 
ベルモントの没後、妻のエレノアは不動産の大半を売却した。エレノア自身は1979年に100歳の誕生日を目前にして没している。エレノアが売却しなかった158エーカーの土地と邸宅、湖、農地などは、ニューヨーク州に接収された。この土地はのちに459エーカーに拡張され、ベルモントレイク州立公園として整備された。邸宅はその後ロングアイランド州立公園委員会の本部として利用されていたが、1935年に新本部建設のために取り壊された。

## 競馬
ベルモント2世は父1世と同様に、熱心なサラブレッド競馬のファンであった。1890年に父が没すると、その父が建てたニューヨーク州バビロンにあるナーサリースタッド（Nursery Stud）と、そのサラブレッド生産事業を引き継いだ。引き継いだ翌年の秋、ベルモント2世は引き継いだ馬のなかから1歳馬と競走馬131頭をニューヨークで開かれたタタソールズのセリ市で放出し、639,500ドルを売り上げてこれを相続税に充てた。
また、父ベルモント1世は1880年代初頭にケンタッキー州レキシントンから約3マイル離れた郊外の農場を借り受けていた。ベルモント2世はその農場に手持ちの繁殖事業をすべて移し、元の牧場と同じナーサリースタッドと名付けた。1906年にはイギリスの三冠馬であるロックサンドを25,000ポンドで購入しこの牧場で繋養している。この牧場からは129頭のステークス勝ち馬を輩出した。以下が生年順にした主な生産馬である。
- ベルデイム（Beldame） - 1901年生、牝馬。アラバマステークスなど31戦17勝。アメリカ殿堂馬。
- トレーサリー（Tracery） - 1909年生、牝馬。セントレジャーステークス、エクリプスステークス[11]。
- ロックビュー（Rock View） - 1910年生、牡馬。トラヴァーズステークスなど[10]。
- フライアーロック（Friar Rock） - 1913年生、牡馬。ベルモントステークスなど[10]。
- マッドハッター（Mad Hatter） - 1916年生、牡馬。ジョッキークラブゴールドカップなど[12]。
- マンノウォー（Man o' War） - 1917年生、牡馬。ベルモントステークスなど21戦20勝。アメリカ殿堂馬。
- チャンスプレイ（Chance Play） - 1923年生、牡馬。ジョッキークラブゴールドカップなど[12]。

ベルモント2世は競馬産業全体への貢献にもに尽力し、ウィリアム・コリンズ・ホイットニーとともにサラトガの活性化にも勤しんでいた。
1894年にアメリカジョッキークラブが設立されると、その初代会長を1924年まで務め、またニューヨーク競馬協会（NYRA）の委員長も務めた。
1895年ナショナル・スティープルチェイス協会が創設されると、ベルモント2世はその創立メンバーの9人のうちの一人となり、また1895年にはウエストチェスター競馬協会を組織している。 
1905年、ベルモント2世はニューヨーク州ロングアイランドエルモントにベルモントパーク競馬場を建設した。
のちにアメリカ三冠競走として知られるベルモントステークスは彼の父ベルモント1世にちなみ名付けられた競走で、当時はモリスパーク競馬場で開催されていたが、財政難に陥っていた同競馬場に代わって、以後ベルモントパークで行われるようになった。ベルモント2世自身も馬主として1902年・1916年・1917年の3度同競走を制している。 
また、ベルモント2世はイギリスにも競走馬を送り込み、1908年にはアメリカ生産馬のノーマン（Norman III）でイギリスクラシック競走のひとつである2000ギニーを制している。1908年にベルモントはフランス、オート＝ノルマンディー地域圏フーカルモン近郊にヴィレール牧場という生産牧場を設立している。1908年にハート＝アグニュー法が成立し、ニューヨーク州における馬券発売が禁止されると、ベルモント2世はフランスの同牧場にフリントロックやエセルバート、オクタゴン、さらにロックサンドといった主力種牡馬を移している。この牧場での代表産駒に、ベルモントステークス優勝馬のアワーレス（Hourless）、ディアヌ賞勝ち馬のQu'elle est Belleなどがいる。ベルモント2世自身のほかにも、息子のレイモンドはバージニア州ミドルバーグ近郊にベルレーファームを所有し、おもにコリンなどを繋養していた。
第一次世界大戦への参加に伴い、ベルモント2世は所有していた馬の多くを売りに出している。その中にはのちに大活躍するマンノウォーも含まれていた。
終戦により帰国でマンノウォーのベルモントステークス勝利を見ており、自分の生産した馬で最良はトレーサリであるという信念を持っていたがこの日を限りに２度と口にしなかった。

ケンタッキーのナーサリースタッドはベルモント2世が1924年に没するまで運営され、のちに住宅地に転換された。功労馬らを埋葬した牧場の墓地はハーストランド農場の一部として引き継がれ、その後ナックルズ農場を経て、現在はルード＆リドル動物病院の敷地となっている。 
2013年、アメリカ競馬名誉の殿堂博物館は殿堂に「ピラー・オブ・ターフ（Pillars of Turf）」のカテゴリを新設し、ベルモント2世はポール・メロンとともにその初年度の殿堂に加えられた。